# Libějovice
Libějovice jsou obec v okrese Strakonice v Jihočeském kraji. Leží zhruba čtyři kilometry jihovýchodně od Vodňan a sedm kilometrů severně od Netolic. Žije zde 466 obyvatel. Na jižním okraji obce se rozkládá přírodní rezervace Libějovický park. Libějovice jsou v krajinné památkové zóně Libějovicko-Lomecko.

## Urbanistická struktura
Libějovice se skládají celkem ze tří obcí: Libějovice, Nestanice a Černěves.
Libějovice, Nestanice a Černěves mají především obytnou a zemědělskou funkci. Nejstarší a zároveň základní část sídla je položena na průjezdné komunikaci Vodňany – Netolice. Většina objektů v obci je maximálně dvoupodlažní, většinou s tradičním typem sedlové střechy.
V Nestanicích a Černěvsi jsou centrální návsi s rybníkem a stavby jsou natočeny svým průčelím do centra obce. Štíty staveb jsou charakteristické pro lidovou architekturu 18. a 19. století. Na centrální návsi je vždy kaple, která dodává místu s vodní plochou vysokou estetickou hodnotu.
Na obytné budovy téměř vždy navazují plochy zahrad, které spolu s veřejnou zelení zajišťují vysoký podíl zeleně v sídlech.
V zástavbě prochází síť obslužných komunikací a pěších propojení typická pro strukturu venkovského sídla.

## Název
Název je odvozen z osobního jména Liběj, vysvětluje "vesnice z libějových lidí".

## Historie
Libějovický kraj byl osídlen již v nejstarší době bronzové. Svědčí o tom mnoho nalezených pohanských pohřebišť. Ve 14. století před Kristem přichází do jižních Čech z Podunají velký kmen, který pochovával své mrtvé v kamenných mohylách. Proto ho archeologové nazývají jihočeský kmen mohylový. Mohyly se nacházejí v lese Černoháj a Pod džbánem (vrch). Na slovanské předky je památka na vrchu Lomec, kde se nacházejí mohyly ze 7. až 10. století n. l.
Obec Libějovice vznikla na počátku 13. století a její původní jméno Ljubjejovici získala po zemanovi Ljubjejovi. První přesné zprávy o obci pocházejí z roku 1264, kdy patřila Tomášovi z Libějovic. Dalšími bezpečně zjištěnými majiteli byli Malovcové z Malovic (polovina 14. století), kteří pocházeli ze sousední obce Malovice. Pešek z Malovic založil v Libějovicích gotickou tvrz.
V roce 1557 prodal Diviš Malovec tvrz Vilémovi z Rožmberka, který ji přestavěl na čtyřkřídlý renesanční zámek. Dalšími majiteli od roku 1612 byli Švamberkové, roku 1621 přešly Libějovice do držení rodu Buquoy. První majitel Libějovického panství byl hrabě Karel Bonaventura Buquoy.

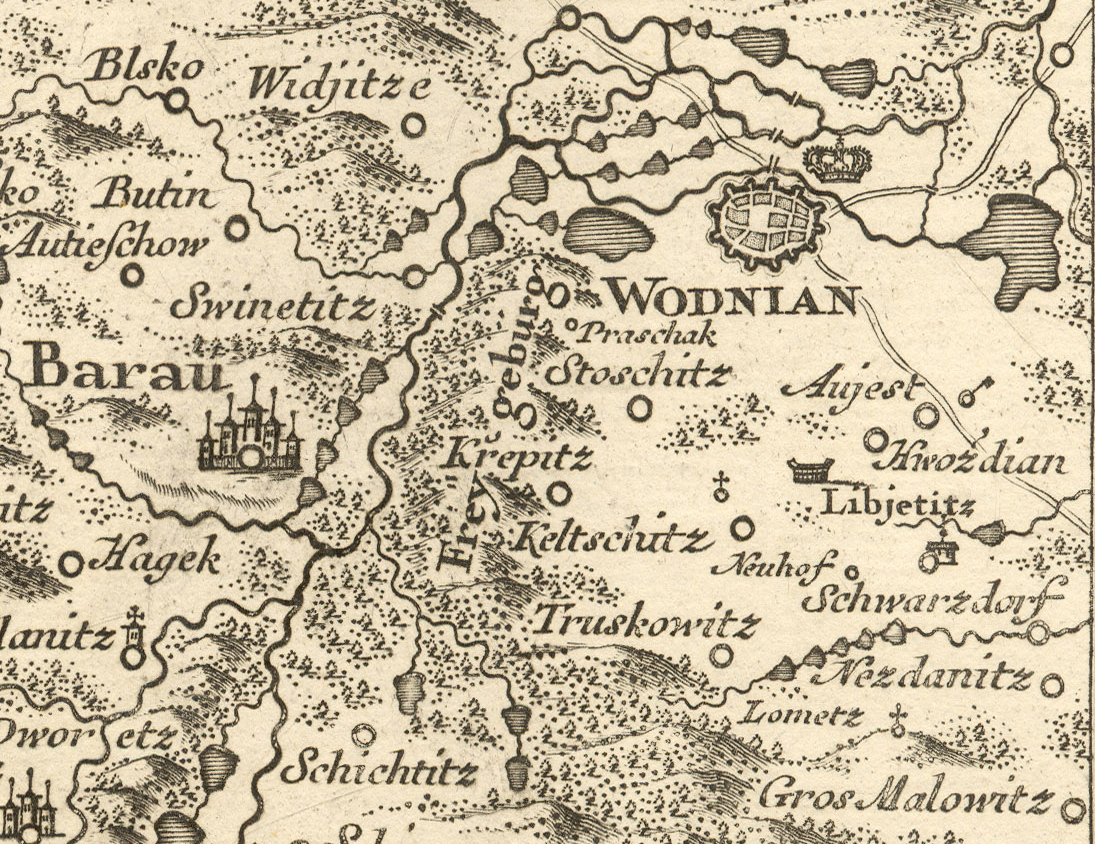
Libějovice na Müllerově mapě Čech z roku 1720

Rod Buquoy realizoval v Libějovicích velkorysé stavební a krajinářské úpravy, které se dochovaly dodnes. První barokní stavbou byla kaple sv. Máří Magdaleny, postavena v letech 1660–1663 na okraji obce Chelčice. V letech 1695–1702 byl vystavěn na Lomci poutní kostel Jména Panny Marie s Loveckým zámečkem. V roce 1696 založil Filip Emanuel Buquoy v Libějovicích nové sídlo, tzv. Nový zámek (1747–1754). V této době byl již položen základ osové dispozice: kostel na Lomci – Nový zámek – Kaple – Lázně. Z historických mapových podkladů je zřejmé, že čtyřřadá alej spojující výrazné stavby vznikla v letech 1776–1772. Posledním držitelem panství z rodu Buquoy, Jan Buquoy, prodal panství rodu Schwarzenbergů.
Za správy rodu Schwarzenbergů dosáhla obec a panství největšího rozkvětu a zvelebení. Josef II. ze Schwarzenberg (1769–1833) si zvolil Libějovice za své letní sídlo a dal Nový zámek opravit a zvýšit o druhé patro v letech 1816–1817. Upravil také zámecký park. Za knížete Jana Adolfa II. bylo panství zmodernizováno. František Horský, absolvent Hospodářského ústavu v Českém Krumlově, který vymyslel a zdokonalil množství hospodářských a zemědělských strojů, změnil osevní plán, začal s pěstováním řepky, chmele a ovocnářstvím. Další z rodu Schwarzenbergů, Adolf Josef I., se významným způsobem zasloužil o rozvoj železniční sítě výstavbou železniční tratě Dívčice – Netolice (v provozu od 1895) a prosperitu okolního panství. Po smrti knížete Adolfa převzal správu nad majetkem jeho syn Jan Nepomuk II. Následná válka a poválečné události vedly k pozemkové reformě, a tak roku 1923 připadly Libějovice státu. O statek Libějovice se rozdělili stát a občané, a Nový zámek koupila kongregace redemptoristů. Bylo založeno redemptoristické gymnázium – kolej redemptoristů. Studoval zde i Antonín Liška (1924–2003), českobudějovický biskup (1991–1992).
Během druhé světové války (v roce 1942) byl katolický ústav zrušen a do Nového zámku se nastěhovali němečtí okupanti. V té době park značně utrpěl, část velké louky byla zabrána na výstavbu hřiště, v bažantnici byla zřízena střelnice. Po válce přešel zámek do vlastnictví státu a v letech 1950–1992 byl v užívání pohraniční stráže a sloužil jako výcvikové středisko psů. Do parku byla umístěna chovná a výcviková stanice psů a výcvikové středisko psovodů 12. školní brigády pohraniční stráže, kompozice parku byla narušena řadou provozních objektů i nových panelových komunikací.
Od roku 1992 je majitelem Nového zámku soukromá obchodní společnost. Starý zámek je také v soukromém vlastnictví.

## Obyvatelstvo
| Rok            | 1869  | 1880  | 1890 | 1900 | 1910 | 1921 | 1930 | 1950 | 1961 | 1970 | 1980 | 1991 | 2001 | 2011 | 2021 |
| -------------- | ----- | ----- | ---- | ---- | ---- | ---- | ---- | ---- | ---- | ---- | ---- | ---- | ---- | ---- | ---- |
| Počet obyvatel | 1 036 | 1 027 | 941  | 924  | 893  | 945  | 923  | 696  | 704  | 587  | 551  | 487  | 449  | 449  | 444  |
| Počet domů     | 142   | 148   | 152  | 152  | 152  | 159  | 163  | 173  | 155  | 147  | 143  | 149  | 182  | 179  | 205  |

## Obecní správa
Mezi lety 1869–1980 Libějovice byly obcí v okrese Prachatice (1869–1930), poté v okrese Vodňany (1950) a později v okrese Strakonice. Od 1. ledna 1981 do 23. listopadu 1990 patřily jako část obce k Chelčicím a od 24. listopadu 1990 jsou opět samostatnou obcí.

### Části obce
Obec Libějovice se skládá ze tří částí na třech katastrálních územích.
- Libějovice (i název k. ú.)
- Černěves (k. ú. Černěves u Libějovic)
- Nestanice (i název k. ú.)

V letech 1850–1879 k obci patřily i Hvožďany.

### Obecní symboly
Znak a vlajka byly obci uděleny rozhodnutím předsedkyně Poslanecké sněmovny Parlamentu České republiky dne 25. listopadu 2011.

## Pamětihodnosti

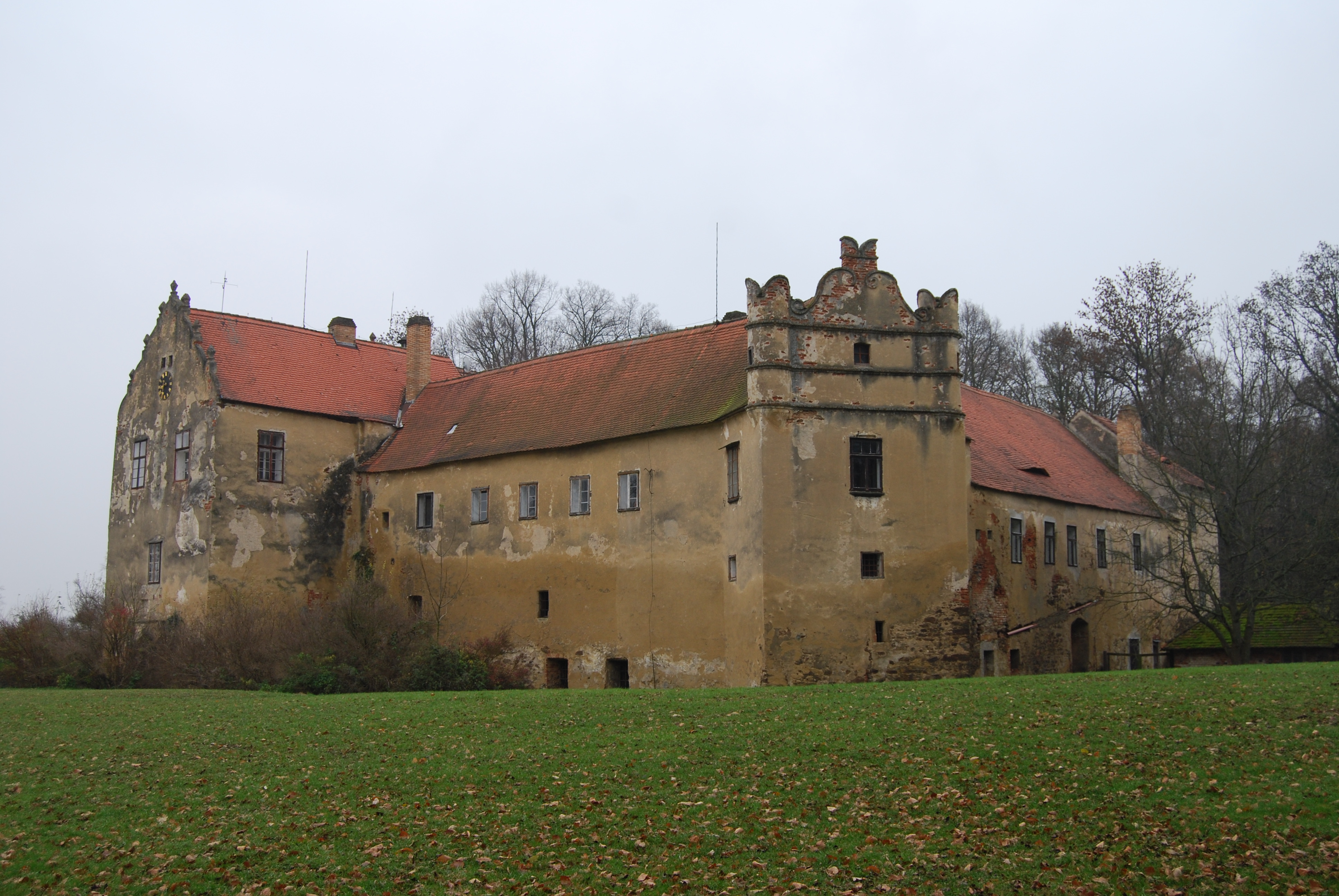
Starý zámek Libějovice

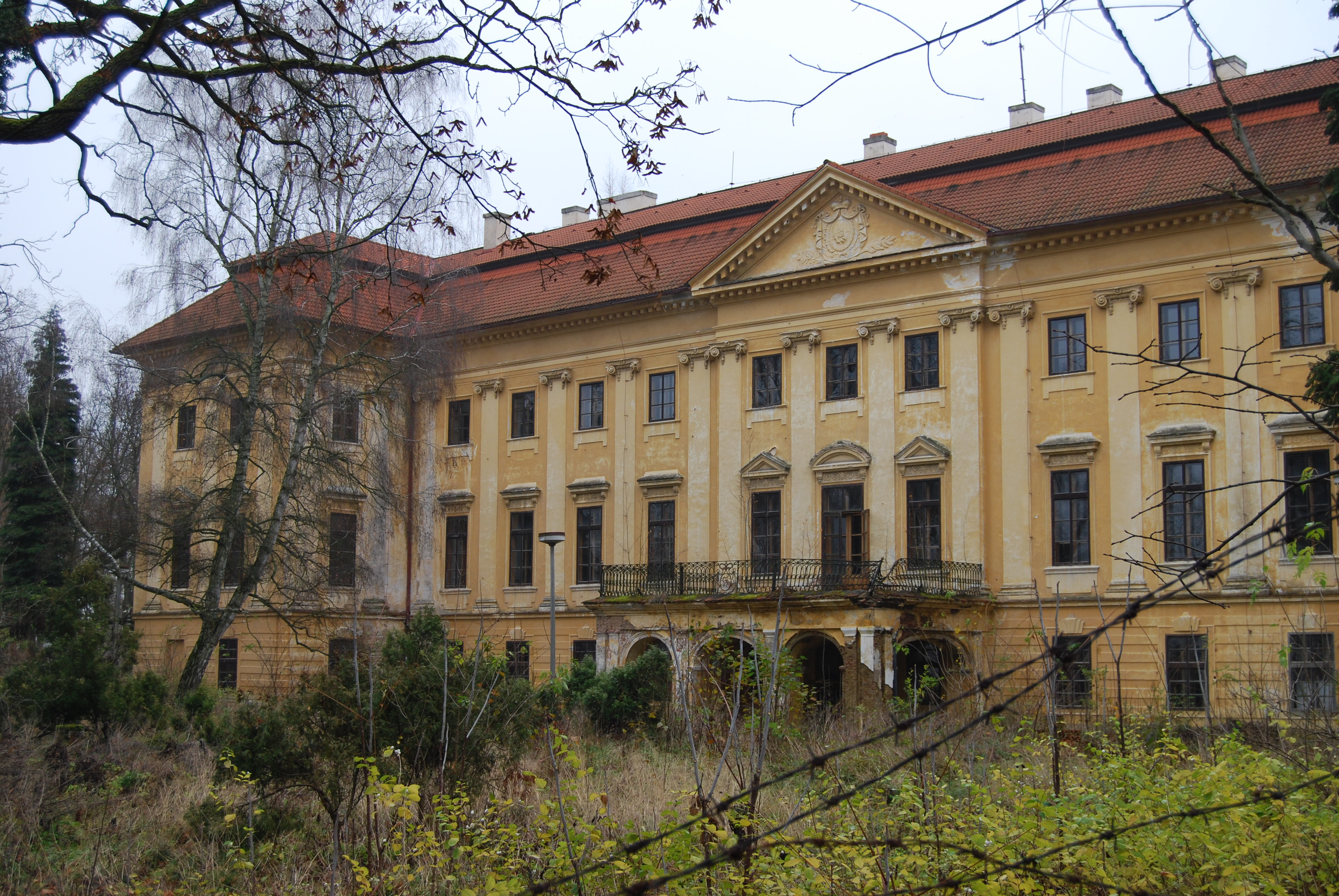
Nový zámek Libějovice

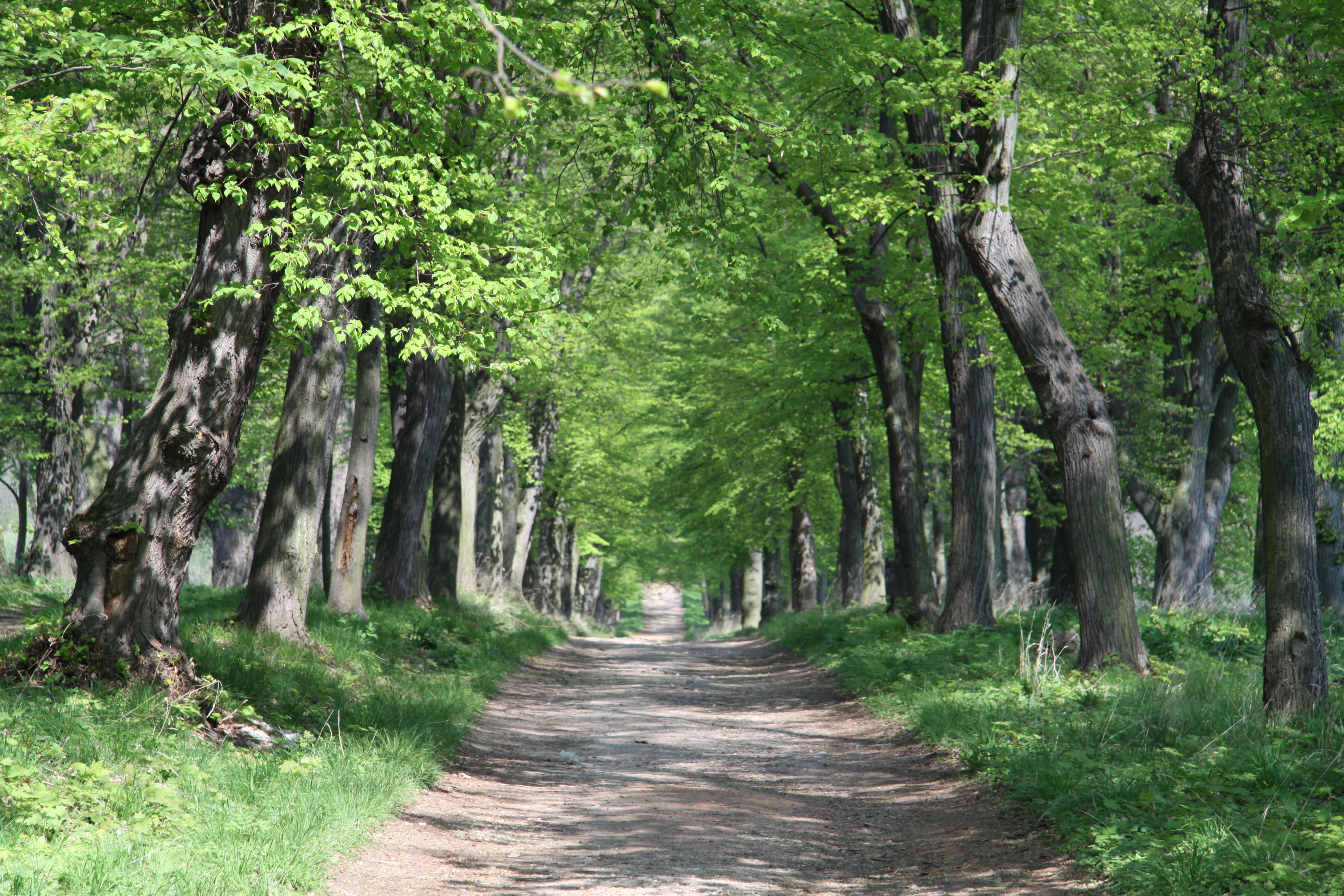
Libějovická alej

- Starý zámek Libějovice – jedná se o renesanční zámek vystavěný Vilémem z Rožmberka. Původní tvrz byla přestavěna na renesanční zámek. Jedná se o čtyřkřídlý objekt, který má v průjezdu a většině místností zachované gotické klenby. Na dvoře se nacházejí gotické arkády, spočívající na krátkých sloupech. Jižní, východní trakty a brána zámku jsou dvoupatrové, severní a západní trakt zámku pak jednopatrový. Průčelí a čelní východní strana jsou zdobeny renesančními štíty. K zámku přiléhaly zahrady a z jihu rozsáhlá bažantnice. Od počátku 18. století sloužil jako bytové jednotky panských úředníků.
- Nový zámek Libějovice byl založen 1696 hrabětem Filipem Emanuelem Buquoy. Dostavěn v letech 1747–1754. V letech 1816–1817 byl přestavěn ve stylu pozdního empíru a zvýšen o druhé patro. Délka budovy zámku je 63 metrů, šířka pak 27 metrů a díky těmto rozměrům a balkonu zámku tvoří jeho půdorys tiskací písmeno E. V roce 1939 byl k zámku přistavěn nový kostel a klášter redemptoristů. Na severní straně zámku byl předsunutý balkon s nízkým trojúhelníkovým tympanonem, zdobený reliéfním Schwarzenberským znakem. Stěnu zámku pokrýval mohutný porost břečťanu. Na jižní straně se nacházela růžová zahrada. Po obou stranách jižní fasády rostla až po střechu vistarie (Glycine chinensis).
- Zámecký park – první zmínky o úpravách parku pocházejí z roku 1822, kdy byla původní bažantnice přeměněna na park. Teprve v roce 1842 byl park rozšířen na plochu mezi oběma zámky. Zahrnoval různé dřeviny, zejména borovice, lípy, javory a jedle. Park byl obklopen lesem a bez ohraničení přecházel do okolní krajiny. V publikaci Jana Blesíka z roku 1948 je uveden velmi podrobný soupis dřevin. Libějovický park patřil po dendrologické stránce asi do poloviny 20. století k nejbohatším u nás. Současná výměra krajinářského parku je 44,2 ha.
- Libějovická alej – základ barokně klasicistní dispozice krajiny byl zformován v poslední třetině 18. století, kdy byla barokní osa zvýrazněna monumentální krajinnou úpravou v podobě čtyřřadé aleje. Ta je poprvé uvedena na mapě Vrchnostenských rybníků Libějovického panství z roku 1772. Alej směřující od Nového zámku na sever k Lázním a kapli svaté Máří Magdaleny byla čtyřřadá. Střední široká část sloužila jako široká kočárová cesta, obě užší postranní aleje byly určeny pro pěší. Na jih, od Nového zámku, směrem na Lomec byla pravděpodobně alej pouze dvouřadá. Hlavní osa byla křížena vedlejšími osami, které ji spojovaly s významnými objekty nebo místy v okolí. Součástí barokní krajiny byly i soustavy malých rybníků na potocích. Pravidelnou barokně klasicistní cestní osnovu doplňovala okružní přirozeně vedená cesta s odpočívadly. V současné době je alej stále zachována.
- Nový Dvůr – objekt nalezneme v blízkosti Nového zámku, byl vystavěn za Rožmberků v letech 1587–1590. Byl centrem rozvoje panství zejména za Schwarzenbergů, kteří zaváděli nové technologie a postupy v hospodářství. Dnes je zde Ústřední kontrolní a zkušební ústav zemědělský.
- Schwarzenberský šrotovník
- Boží muka stojí na přibližně čtvercovém podstavci, sloupek je čtverhranný a nad římsičkou se otvírají dvě niky, jedna na sever a druhá na jih. Krytá sedlovou stříškou. Na severní části je ve štuku namalován jednoduchý křížek.
- Kamenný pomník padlým ve světové válce na návsi.
- Výklenková kaple poblíž školy

## Významné osobnosti
- Mistr Jan Campanus, český rektor a spisovatel
- Julius Zeyer, spisovatel
- Svatopluk Čech, spisovatel
- Jaroslav Vrchlický, spisovatel
- František Palacký, spisovatel
- Adolf Heyduk, český básník
- Josef Holeček, český spisovatel
- František Herites, český lékárník a spisovatel
- Renáta Tyršová, česká historička umění

## Galerie

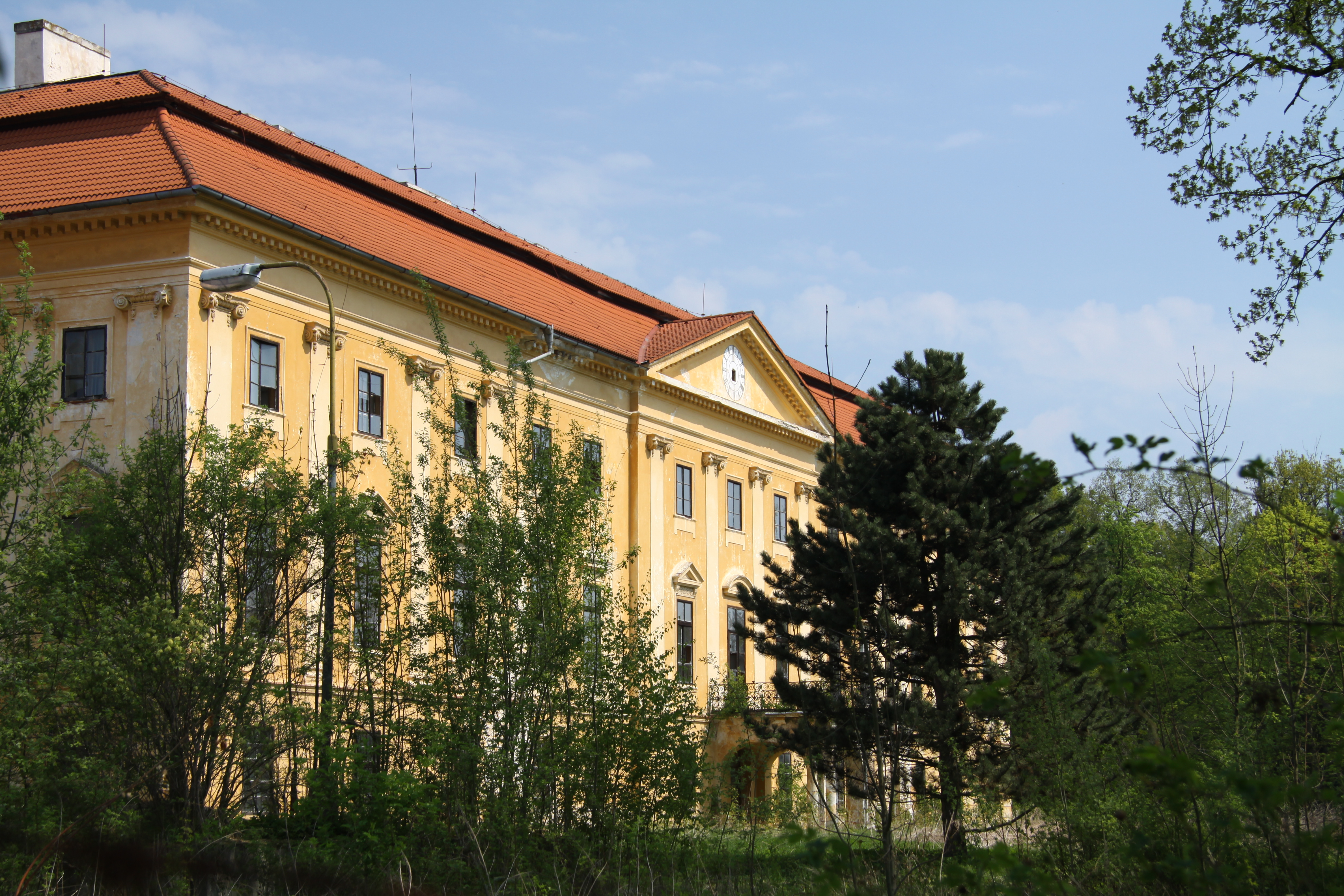
Nový zámek Libějovice
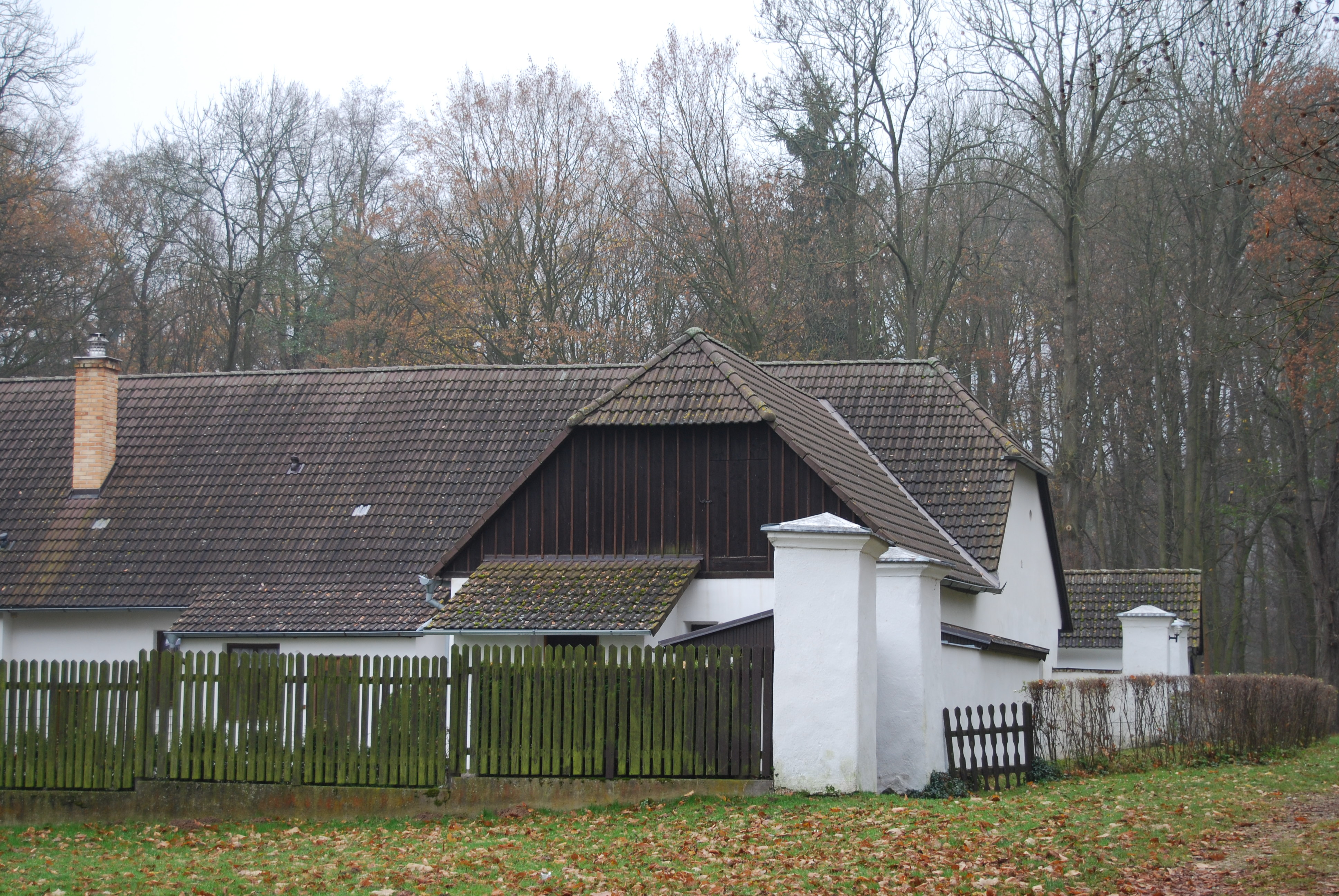
Usedlost v obci
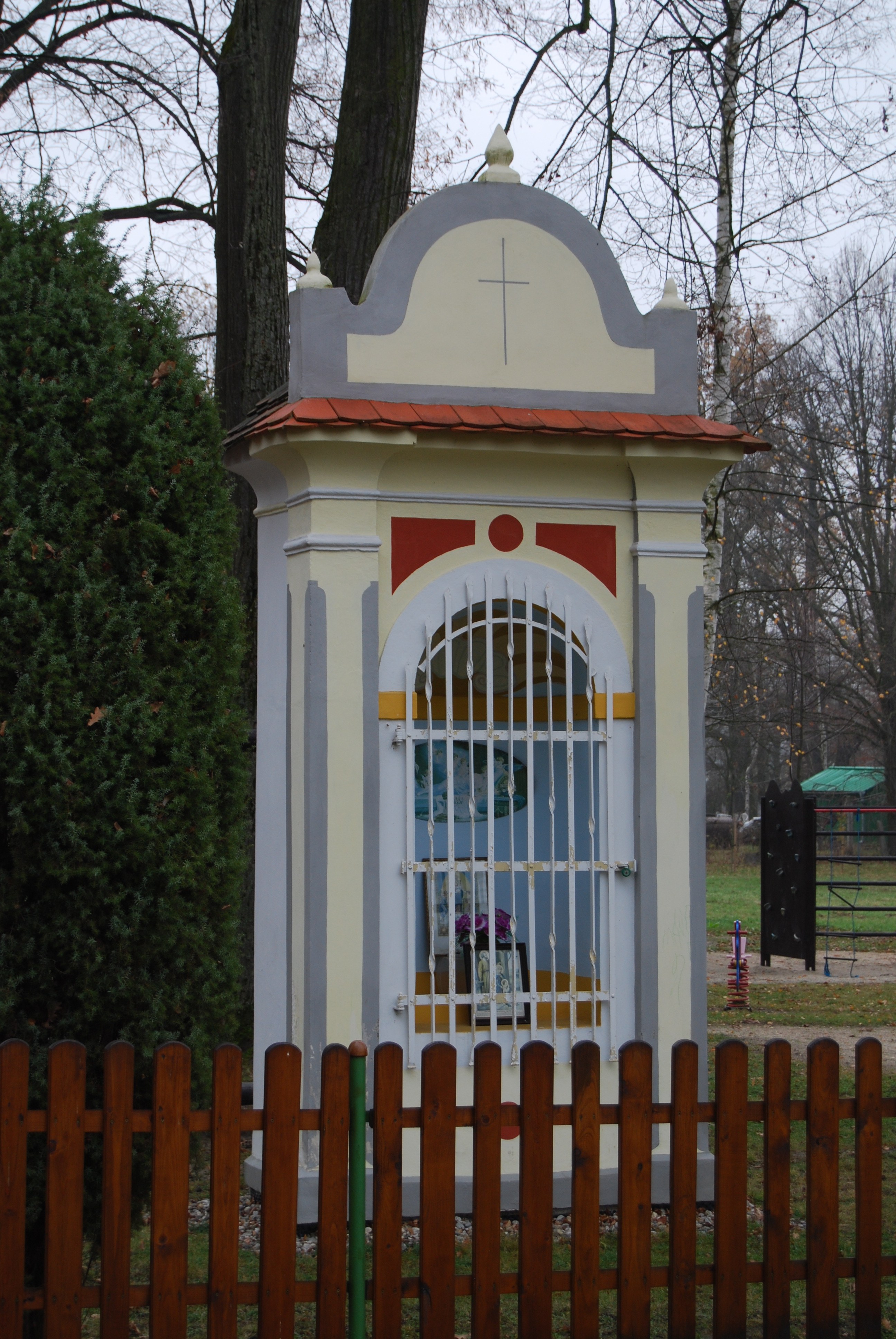
Výklenková kaple
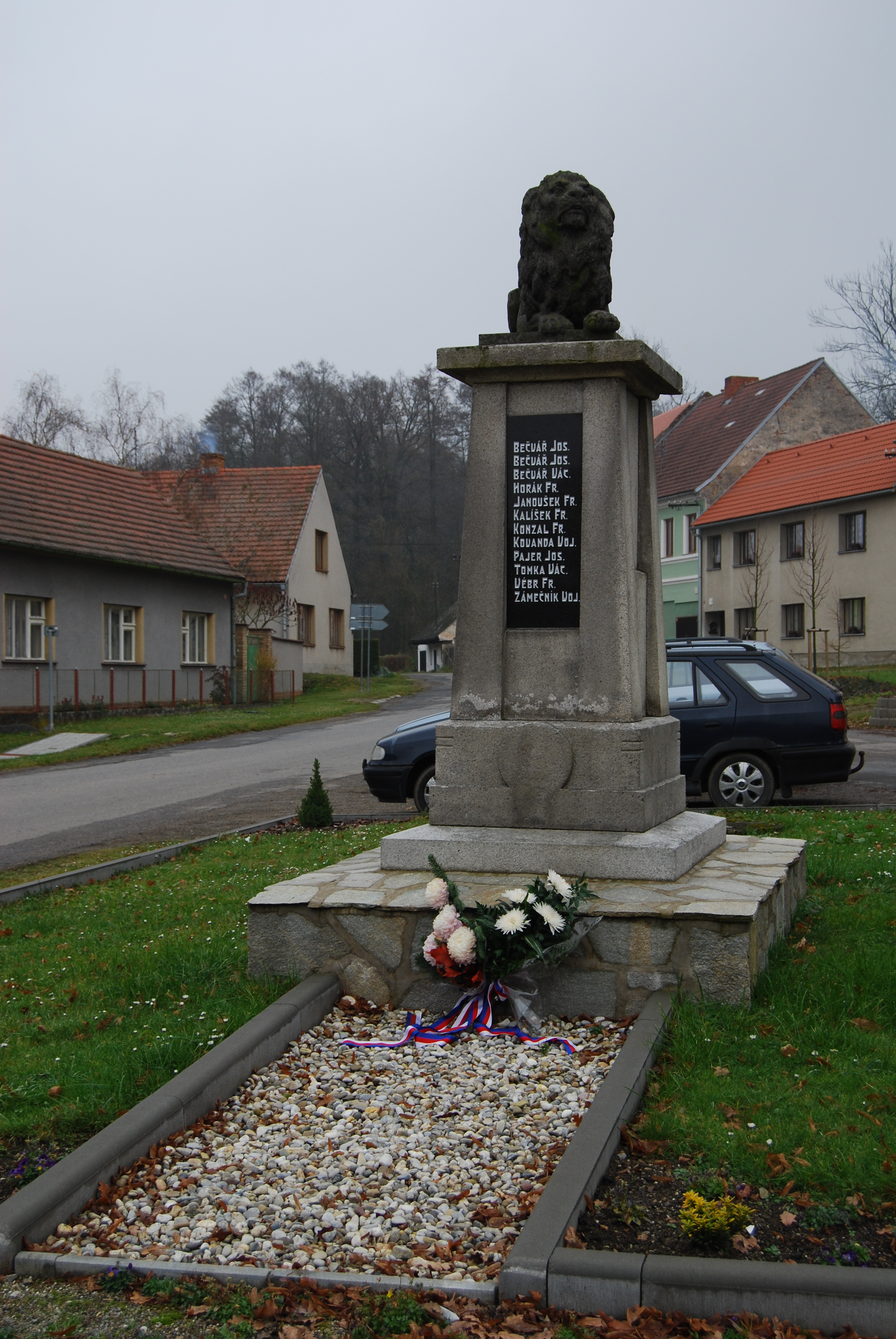
Pomník padlým
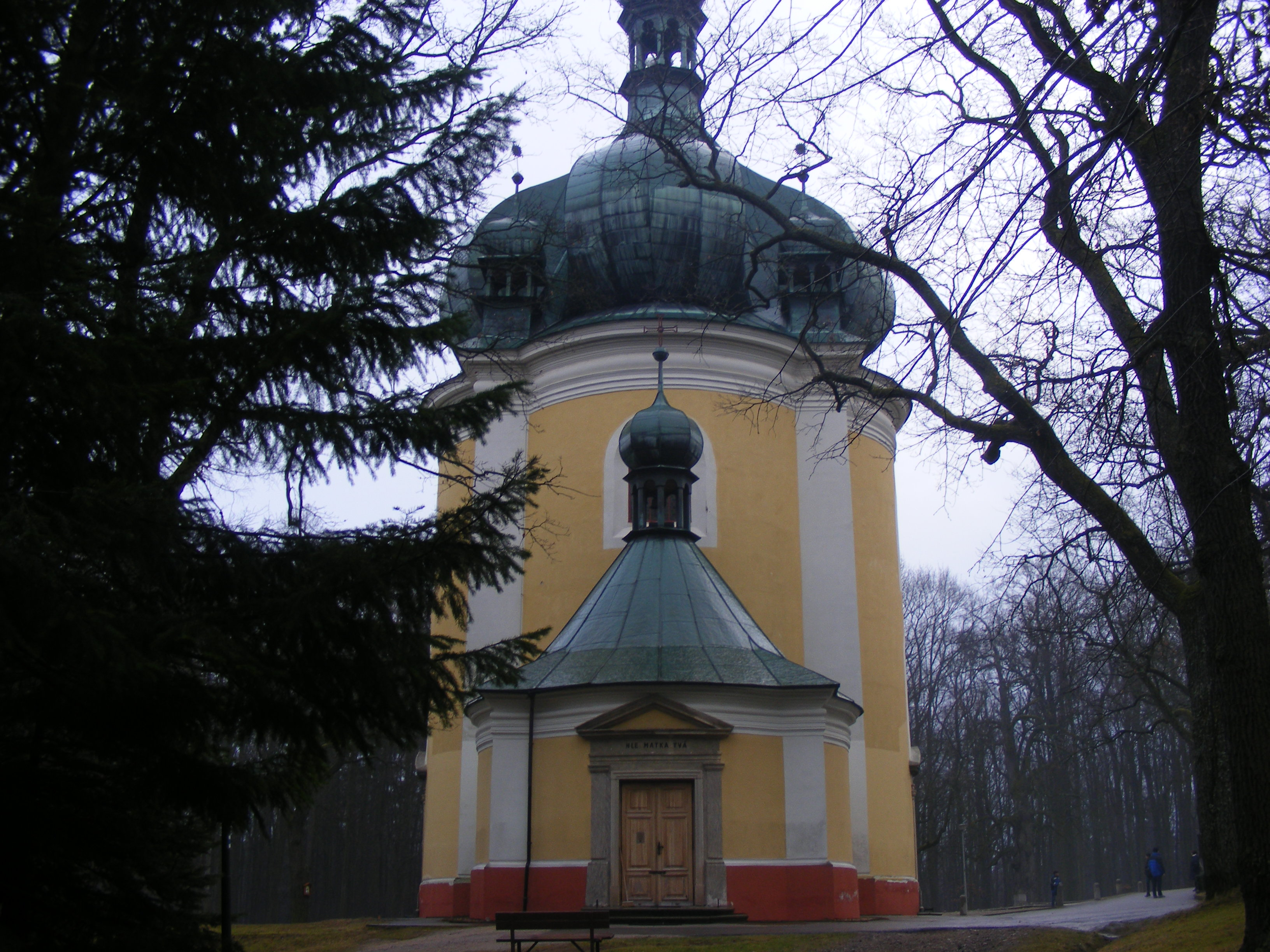
Lomec - poutní kostel Jména Panny Marie
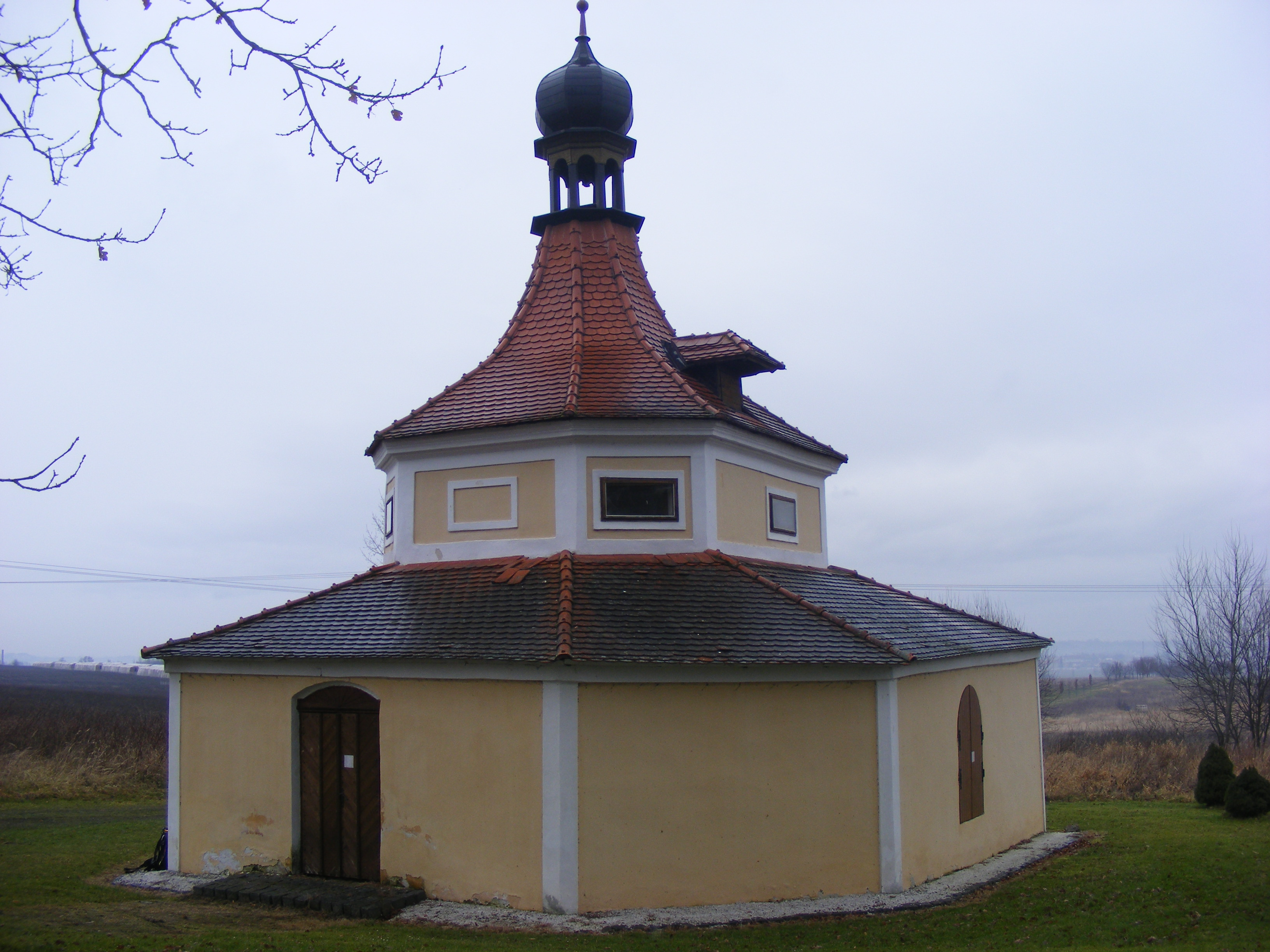
Kaple Sv. Máří Magdaleny